# Bol Bol
Bol Manute Bol (Khartum, 16 novembre 1999) è un cestista sudsudanese con cittadinanza statunitense, di ruolo centro e ala grande, professionista nella NBA. Si presenta col soprannome di Bol "The Ball" Bol.

## Caratteristiche tecniche
Figlio del cestista NBA Manute Bol, a differenza del padre adotta uno stile di gioco più dinamico. Ha un buon tiro in sospensione e tira bene da tre, queste caratteristiche gli consentono di agire sia sotto sia fuori dal canestro.
Dimostra anche un'agilità insolita per un giocatore con il suo fisico, ed una buona abilità nel palleggio.

## Carriera
Scelto dai Miami Heat al secondo turno con la 44ª scelta assoluta al Draft NBA 2019, è stato subito girato ai Denver Nuggets. Il 9 gennaio 2022 i Nuggets cedono Bol ai Detroit Pistons in cambio di Rodney McGruder e una scelta al secondo giro nel Draft NBA del 2022. Il 13 gennaio non supera le visite mediche, annullando così lo scambio.

## Statistiche

### NCAA
| Anno      | Squadra      | PG | PT | MP   | TC%  | 3P%  | TL%  | RP  | AP  | PRP | SP  | PP   |
| --------- | ------------ | -- | -- | ---- | ---- | ---- | ---- | --- | --- | --- | --- | ---- |
| 2018-2019 | Oregon Ducks | 9  | 9  | 29,8 | 56,1 | 52,0 | 75,7 | 9,6 | 1,0 | 0,8 | 2,7 | 21,0 |
| Carriera  | Carriera     | 9  | 9  | 29,8 | 56,1 | 52,0 | 75,7 | 9,6 | 1,0 | 0,8 | 2,7 | 21,0 |

#### Massimi in carriera
- Massimo di punti: 32 vs Texas Southern (26 novembre 2018)[4]
- Massimo di rimbalzi: 12 (2 volte)
- Massimo di assist: 2 vs San Diego (12 dicembre 2018)
- Massimo di palle rubate: 3 vs Syracuse (16 novembre 2018)
- Massimo di stoppate: 4 (4 volte)
- Massimo di minuti giocati: 36 vs Houston (1º dicembre 2018)

### NBA

#### Regular Season
| Anno      | Squadra        | PG  | PT | MP   | TC%  | 3P%  | TL%  | RP  | AP  | PRP | SP  | PP  |
| --------- | -------------- | --- | -- | ---- | ---- | ---- | ---- | --- | --- | --- | --- | --- |
| 2019-2020 | Denver Nuggets | 7   | 0  | 12,4 | 50,0 | 44,4 | 80,0 | 2,7 | 0,9 | 0,3 | 0,9 | 5,7 |
| 2020-2021 | Denver Nuggets | 32  | 2  | 5,0  | 43,1 | 37,5 | 66,7 | 0,8 | 0,2 | 0,1 | 0,3 | 2,2 |
| 2021-2022 | Denver Nuggets | 14  | 0  | 5,8  | 55,6 | 25,0 | 40,0 | 1,4 | 0,4 | 0,1 | 0,1 | 2,4 |
| 2022-2023 | Orlando Magic  | 70  | 33 | 21,5 | 54,6 | 26,5 | 75,9 | 5,8 | 1,0 | 0,4 | 1,2 | 9,1 |
| 2023-2024 | Phoenix Suns   | 43  | 0  | 10,9 | 61,6 | 42,3 | 78,9 | 3,2 | 0,4 | 0,2 | 0,6 | 5,2 |
| 2024-2025 | Phoenix Suns   | 36  | 10 | 12,4 | 52,5 | 34,4 | 76,9 | 2,9 | 0,6 | 0,3 | 0,7 | 6,8 |
| Carriera  | Carriera       | 202 | 45 | 13,6 | 54,5 | 33,2 | 74,9 | 3,5 | 0,6 | 0,3 | 0,8 | 6,2 |

#### Play-off
| Anno     | Squadra        | PG | PT | MP  | TC%  | 3P%  | TL%  | RP  | AP  | PRP | SP  | PP  |
| -------- | -------------- | -- | -- | --- | ---- | ---- | ---- | --- | --- | --- | --- | --- |
| 2020     | Denver Nuggets | 4  | 0  | 5,4 | 55,6 | 66,7 | 87,5 | 1,3 | 0,0 | 0,5 | 0,5 | 4,8 |
| 2021     | Denver Nuggets | 3  | 0  | 2,0 | 0,0  | 0,0  | -    | 0,3 | 0,7 | 0,0 | 0,0 | 0,0 |
| 2024     | Phoenix Suns   | 3  | 0  | 4,3 | 33,3 | -    | -    | 1,3 | 0,0 | 0,3 | 0,0 | 0,7 |
| Carriera | Carriera       | 10 | 0  | 4,0 | 46,2 | 50,0 | 87,5 | 1,0 | 0,2 | 0,3 | 0,2 | 2,1 |

#### Massimi in carriera
- Massimo di punti: 26 vs Minnesota Timberwolves (16 novembre 2022)[5]
- Massimo di rimbalzi: 15 vs Phoenix Suns (11 novembre 2022)
- Massimo di assist: 5 vs Miami Heat (9 aprile 2023)
- Massimo di palle rubate: 2 (5 volte)
- Massimo di stoppate: 4 (5 volte)
- Massimo di minuti giocati: 39 vs Brooklyn Nets (28 novembre 2022)

### G League
| Anno      | Squadra          | PG | PT | MP   | TC%  | 3P%  | TL% | RP  | AP  | PRP | SP  | PP   |
| --------- | ---------------- | -- | -- | ---- | ---- | ---- | --- | --- | --- | --- | --- | ---- |
| 2019-2020 | Windy City Bulls | 8  | 0  | 19,2 | 57,7 | 36,4 | 100 | 5,8 | 0,0 | 0,1 | 2,3 | 12,0 |
| Carriera  | Carriera         | 8  | 0  | 19,2 | 57,7 | 36,4 | 100 | 5,8 | 0,0 | 0,1 | 2,3 | 12,0 |

## Palmarès
- McDonald's All-American Game (2018)
- Jordan Brand Classic (2018)
- Nike Hoop Summit (2018)